# Jesper Mattsson (fotbollsspelare)
Bo Peder Jesper Mattsson, född 18 april 1968 i Visby, är en svensk före detta fotbollsspelare som spelade som mittback.
Mattsson började spela fotboll i Visby Gute. Han debuterade i Allsvenskan för BK Häcken, men när laget åkte ur ligan säsongen 1994 gick han vidare till Halmstads BK. Med HBK vann han Svenska cupen 1995 och Allsvenskan 1997. 1 juni 1995 spelade han sin enda landskamp för Sverige i en EM-kvalmatch mot Island.
1998 värvades Matsson av Premier League-laget Nottingham Forest. Efter bara sex matcher drabbades han av skador, först en punkterad mjälte och därefter en knäskada som tvingade honom att avsluta sin karriär.
Senare har han bland annat arbetat som expertkommentator på Canal Plus och är konsultchef på ett bemanningsbolag.